# Ophiura jejuna
Ophiura jejuna är en ormstjärneart som först beskrevs av George Richard Lyman 1878.  Ophiura jejuna ingår i släktet Ophiura och familjen fransormstjärnor. Inga underarter finns listade i Catalogue of Life.